# Свято-Дмитрівська церква (Турбів)
Свя́то-Дми́трівська це́рква (це́рква Дми́трія Солу́нського) — православний храм на честь Дмитрія Солунського у смт Турбові Вінницької області, пам'ятка дерев'яної церковної архітектури місцевого значення.
Зведення церкви датується 2-ю половиною ХІХ століття.
Храм побудований у стилі дерев'яного зодчества. Фасад пофарбований у блакитний колір, зовнішні стіни при вході прикрашені іконами.